# Eucalyptus tenella
Eucalyptus tenella ist eine Pflanzenart innerhalb der Familie der Myrtengewächse (Myrtaceae). Sie kommt im Osten von New South Wales vor und wird dort „Stringybark“ oder „Narrow-leaved Stringybark“ genannt.

## Beschreibung

### Erscheinungsbild und Blatt
Eucalyptus tenella wächst als Baum, der Wuchshöhen von bis zu 15 Meter erreicht. Die Borke verbleibt am gesamten Baum, ist grau bis rotbraun und fasrig. Weder im Mark der jungen Zweige noch in der Borke gibt es Öldrüsen.
Bei Eucalyptus tenella liegt Heterophyllie vor. Die Laubblätter sind stets in Blattstiel und Blattspreite gegliedert. An jungen Exemplaren ist die Blattspreite linealisch bis schmal-lanzettlich, behaart und glänzend grün. An mittelalten Exemplaren ist die Blattspreite bei einer Länge von 2 bis 6 cm und einer Breite von 0,3 bis 0,7 cm ebenfalls linealisch bis schmal-lanzettlich, gerade, ganzrandig und glänzend grün. Die Blattstiele an erwachsenen Exemplaren sind 5 bis 8 mm lang und schmal abgeflacht oder kanalförmig. Die Blattspreite an erwachsenen Exemplaren ist bei einer Länge von 5 bis 12 cm und einer Breite von 0,9 bis 1,7 cm lanzettlich, an Ober- und Unterseite gleichfarbig matt grün, sichelförmig gebogen, verjüngt sich zur Spreitenbasis hin, besitzt ein spitzes oberes Ende und kann relativ dünn oder relativ dick sein. Die kaum sichtbaren Seitennerven gehen in mittleren Abständen in einem spitzen Winkel vom Mittelnerv ab. Die Keimblätter (Kotyledone) sind nierenförmig.

### Blütenstand und Blüte
Seitenständig an einem 3 bis 6 mm langen und im Querschnitt stielrunden Blütenstandsschaft stehen in einem einfachen Blütenstand sieben bis elf Blüten zusammen. Die Blütenstiele sind, soweit vorhanden, bei einer Länge von bis zu 1 mm kantig. Die nicht blaugrün bemehlten oder bereiften Blütenknospen sind bei einer Länge von 3 bis 4 mm und einem Durchmesser von 1,5 bis 2,5 mm verkehrt-eiförmig oder spindelförmig. Die Kelchblätter bilden eine Calyptra, die bis zur Blüte (Anthese) vorhanden bleibt. Die glatte Calyptra ist halbkugelig oder breit konisch, kürzer oder doppelt so lang wie der glatte Blütenbecher (Hypanthium) und ebenso breit wie dieser. Die Blüten sind weiß oder cremeweiß.

### Frucht
Die sitzende Frucht ist bei einer Länge von 5 bis 6 mm und einem Durchmesser von 5 bis 7 mm kugelig oder halbkugelig und vierfächrig. Der Diskus ist flach, die Fruchtfächer sind auf der Höhe des Randes oder stehen heraus.

## Vorkommen
Das natürliche Verbreitungsgebiet von Eucalyptus tenella ist die Great Dividing Range im Osten von New South Wales, westlich von Sydney, sowie der mittlere Küstenabschnitt von New South Wales, südlich von Sydney und Wollongong.
Eucalyptus tenella gedeiht örtlich häufig in trockenem, lichten Hartlaubwald auf nährstoffarmen, flachen Böden auf Erhebungen.

## Taxonomie
Die Erstbeschreibung von Eucalyptus tenella erfolgte 1991 durch Lawrence Alexander Sidney Johnson und Kenneth D. Hill unter dem Titel Systematic studies in the eucalypts – 3. New taxa in Eucalyptus (Myrtaceae) in Telopea, Volume 4 (2), S. 249. Das Typusmaterial weist die Beschriftung „NEW SOUTH WALES: Central Tablelands: Capertee, L.A.S.Johnson, 30 Sep 1968 (holo NSW)“ auf. Ein Synonym für Eucalyptus tenella L.A.S.Johnson & K.D.Hill ist Eucalyptus ralla L.A.S.Johnson & K.D.Hill.